# Marwan Mohsen
Marwan Mohsen (en árabe: مروان محسن فهمي ثروت‎; El Cairo, 26 de febrero de 1989) es un futbolista egipcio que juega en la demarcación de delantero para el Al Ahly SC de la Premier League de Egipto.

## Selección nacional
Tras jugar con la selección de fútbol sub-23 de Egipto y disputar los Juegos Olímpicos de Londres 2012, finalmente el 3 de septiembre de 2011 hizo su debut con la selección absoluta en un encuentro de clasificación para la Copa Africana de Naciones de 2012 contra Sierra Leona que finalizó con un resultado de 2-1 a favor del combinado sierraleonés tras los goles de Mohamed Bangura y un autogol de Mohamed El-Nenny para Sierra Leona, y del propio Marwan Mohsen para Egipto. Además disputó la Copa Africana de Naciones 2017, donde quedó subcampeón. El 13 de mayo de 2018 fue preseleccionado por el seleccionador Héctor Cúper para la prelista de Egipto que disputaría la Copa Mundial de Fútbol de 2018.

### Goles internacionales
| # | Fecha                   | Estadio                                                  | Oponente     | Gol | Resultado | Competición                                             |
| - | ----------------------- | -------------------------------------------------------- | ------------ | --- | --------- | ------------------------------------------------------- |
| 1 | 3 de septiembre de 2011 | Estadio Nacional de Sierra Leona, Freetown, Sierra Leona | Sierra Leona | 1-1 | 2-1       | Clasificación para la Copa Africana de Naciones de 2012 |
| 2 | 8 de octubre de 2011    | Estadio Internacional de El Cairo, El Cairo, Egipto      | Níger        | 1–0 | 3-0       | Clasificación para la Copa Africana de Naciones de 2012 |
| 3 | 8 de octubre de 2011    | Estadio Internacional de El Cairo, El Cairo, Egipto      | Níger        | 3–0 | 3-0       | Clasificación para la Copa Africana de Naciones de 2012 |
| 4 | 8 de enero de 2017      | Estadio Internacional de El Cairo, El Cairo, Egipto      | Túnez        | 1–0 | 1–0       | Amistoso                                                |
| 5 | 8 de septiembre de 2018 | Estadio Borg El Arab, Alejandría, Egipto                 | Níger        | 1–0 | 6–0       | Clasificación para la Copa Africana de Naciones de 2019 |
| 6 | 16 de octubre de 2018   | Centro Deportivo Mavuso, Manzini, Suazilandia            | Suazilandia  | 0–2 | 0–2       | Clasificación para la Copa Africana de Naciones de 2019 |
| 7 | 16 de junio de 2019     | Estadio Borg El Arab, Alejandría, Egipto                 | Guinea       | 1–0 | 3–1       | Amistoso                                                |

## Clubes
| Club           | País     | Año         | Partidos | Goles |
| -------------- | -------- | ----------- | -------- | ----- |
| Petrojet FC    | Egipto   | 2009 - 2014 | 73       | 18    |
| Gil Vicente FC | Portugal | 2014 - 2015 | 26       | 2     |
| Ismaily SC     | Egipto   | 2015 - 2016 | 33       | 14    |
| Al Ahly SC     | Egipto   | 2016 -      | 67       | 17    |